# 高儼
高 儼（こう げん、558年 - 571年）は、中国の北斉の皇族。琅邪王。字は仁威。武成帝の三男。母は胡皇后。

## 経歴
はじめ東平王に封じられた。開府・侍中・中書監・京畿大都督・領軍大将軍・領御史中丞に任じられた。567年（天統3年）5月、尚書令に転じた。閏6月、録尚書事となった。8月、司徒に上った。568年（天統4年）3月、大将軍に転じた。569年（天統5年）2月、琅邪王に改封された。11月、大司馬となった。
兄の後主は高儼の聡明さと剛毅さが自らの地位を脅かすことを恐れて、たびたびその権限を削ろうと図った。571年（武平2年）、後主は高儼を北宮に移させ、5日に1回朝廷に出るのみと定め、それまでのように母の胡太后と毎日会えなくさせた。4月、高儼を太保に任じ、御史中丞・督京畿を除く兼任の官から全て解任させた。武庫のある北城から高儼を外に移させ、その後に兵権を剥奪した。高儼は和士開の専横を憎んで、その殺害を決意した。侍中馮子琮は後主を廃位して高儼を立てようと、これに賛同した。高儼は治書侍御史の王子宜に和士開の罪を弾劾させた。領軍の厙狄伏連に和士開を捕らえさせて御史に送らせ、馮永洛に和士開を斬らせた。
高儼はただ和士開を殺すだけのつもりだったが、ここにいたって事態を制御できなくなり、周囲に促されて京畿の軍士3000人あまりを率いて千秋門に駐屯した。後主は劉桃枝や馮子琮らを派遣して、高儼の入朝を求めたが、高儼は聞き入れなかった。斛律光の取りなしで高儼はようやく入朝し、一命を赦され、鄴の北城の白馬仏塔に幽閉された。厙狄伏連や高舎洛・王子宜・劉辟彊・翟顕貴らは捕らえられて、後園で後主の弓射の的にされた後に斬られ、鄴の城下に遺体をさらされた。母の胡太后は高儼が毒殺されるのを恐れて、高儼に与えられる食事は必ず自分で毒味をした。しかし陸令萱・何洪珍らは高儼を殺すよう後主に勧めた。後主が迷って祖珽に諮問すると、祖珽は周公旦が管叔鮮を処断し、季友が慶父を毒殺した故事を引きあいに決断をうながした。後主は高儼の身柄を晋陽に移させた。9月下旬、高儼は夜中に後主の呼び出しを受け、劉桃枝に殺害された。享年は14。572年（武平3年）3月、鄴西に葬られた。楚恭哀帝の諡号を贈り、胡太后を慰めた。

## 人物・逸話
- 武成帝が并州に赴くときには、高儼は鄴の留守を任されたが、父帝を見送りに出て、道半ばあるいは晋陽まで見送って帰ることすらあった。
- 武成帝は後主に何かを与えると、高儼にも同じものを与えていた。兄の後主が先に新奇なものを手に入れると、高儼は属官や工匠を必ず罰した。
- 高儼は喉の持病を患っていて、医者に針を打たせたが、目を見開いて瞬きもしなかった。
- 高儼が「気の弱い兄に臣下たちを率いることができましょうか」と武成帝にいうと、武成帝は「これは聡明な子だ。きっと成すところがあるだろう」と言い、後主の廃立を考えるほどであった。

## 妻子

### 妻
- 李氏（李祖娥の弟の李祖欽の娘。琅邪王妃。高儼の死後は楚帝后となり、宣則宮に居住した。北斉が滅ぶと、再婚した）

### 子
遺腹の子として4人の男の子があったが、生まれて数月のうちにみな死去した。平陽王高淹の孫の高世俊が後嗣となった。

## 伝記資料
- 『北斉書』巻12 列伝第4
- 『北史』巻52 列伝第40